# Девушка в поезде (роман)
«Девушка в поезде» (англ. The Girl on the Train) — роман британской писательницы Полы Хокинс в жанре психологического триллера, написанный в 2015 году.
Сюжет романа описывает жизнь трёх разных женщин и сосредоточен на проблемах личных отношений героев в целом, и алкоголизма конкретно для главной героини. Роман дебютировал на первой строчке списка художественных бестселлеров 2015 года по версии New York Times Fiction 1 февраля 2015 года (комбинированный рейтинг — твёрдая обложка и электронное издание), и оставался на этой позиции в течение 13 недель подряд, до апреля 2015 года.
Во многих рецензиях книга рассматривается как новая «Исчезнувшая», популярный роман 2012 года на схожую тематику.
К началу марта 2015 года было продано более одного миллиона экземпляров романа, а к апрелю — уже полтора миллиона. В течение 20 недель роман находился на верхней строчке британского рейтинга книг, изданных в твёрдой обложке, что стало новым абсолютным рекордом.
Роман был включён в списки бестселлеров по версии Publishers Weekly за 2015 и 2016 года.

## Сюжет
Повествование в книге ведётся от лица трёх женщин — Рейчел, Анны и Меган. 32-летняя Рейчел Уотсон имеет проблемы с употреблением алкоголя. Каждый день она ездит на электричке из пригорода в Лондон, как будто бы на работу, но в действительности она лишь создаёт об этом видимость для своей бывшей однокурсницы Кэти, сдающей ей комнату в своей квартире.
Во время поездки на электричке Рейчел каждый раз рассматривает в окно супружескую пару, которую она для себя называет Джесс и Джейсон. Они живут неподалёку от её бывшего дома, где она жила вместе с мужем Томом, и где тот живёт теперь с новой женой Анной и их ребёнком. Рейчел крайне тяжело переживает развод, который, как она считает, сама же и спровоцировала. По причине своей неспособности забеременеть Рейчел начала выпивать и портить отношения с мужем и окружающими и так постепенно развалила брак. После развода Рейчел стала ещё больше выпивать и, будучи пьяной, звонить, плакать и писать сообщения бывшему мужу о том, что она его любит, чем крайне досаждала Тому и его новой жене. Ситуация осложняется тем, что из-за выпивки Рейчел не всегда удаётся вспомнить, что именно она делала накануне.
В одну из очередных утренних поездок на электричке Рейчел, считавшая Джесс и Джейсона идеальной парой, разочарованно видит из окна поезда, как Джесс целуется с каким-то другим мужчиной. Через день по новостям она узнаёт, что Джесс исчезла. Оказалось, что на самом деле пропавшую девушку зовут Меган Хипвелл, а её мужа — Скоттом.
Флешбэком рассказывается, что Меган, в юном возрасте тяжело пережившая скоропостижную смерть старшего брата, и имеющая склонность к свободной жизни, тайным образом встречалась с мужчиной, чьё имя не раскрывалось, и кто при каждой встрече уверял, что это в последний раз, и больше им встречаться нельзя. Но Меган ему не верила, и каждый раз оказывалась права. Не желая вести образ жизни домохозяйки, Меган устроилась няней к Тому и Анне, помогая им с ребёнком. Испытывая психологические проблемы, Меган, по совету мужа, ходила к психоаналитику Камалю Абдику, с которым также через некоторое время завела тайные любовные отношения.
На следующий день после пропажи Меган к Рейчел приходят полицейские. Оказалось, что в вечер пропажи её видели возле дома Меган. Об этом полиции рассказала Анна, сообщив также и о регулярных досаждениях со стороны Рейчел. Полицейские считают, что Меган была похожа внешне на Анну, и предполагают, что Рейчел, находясь в опьянении, могла перепутать одну с другой. Рейчел не помнит, что именно произошло в тот вечер, но чувствует, что произошло что-то плохое. В тот вечер она вернулась домой с раной на голове от удара, но не помнит, откуда она взялась. Не сразу, но Рейчел сообщает полиции, что видела из окна поезда, как накануне исчезновения Меган целовалась в своём доме с другим мужчиной. По фотографии она опознаёт психоаналитика Камаля.
Стремясь вспомнить, что произошло в тот вечер, она пишет письмо мужу Меган, и тот соглашается встретиться у себя дома. Рейчел, не знающая, подозревать ей Скотта в убийстве или нет, рассказывает ему о любовнике его жены, солгав ему, что они с Меган были подругами. Через некоторое время Камаля арестовывают и проводят в его квартире обыск, но отпускают из-за недостатка доказательств и ненадёжности показаний склонной к выпивке Рейчел.
Рейчел с переменным успехом старается меньше пить и несколько раз приходит на приём к Камалю, пытаясь понять, не он ли убил Меган, и параллельно разбираясь с собственными переживаниями и воспоминаниями, в том числе относящимися ко времени её жизни с Томом. Параллельно она встречается со Скоттом по его инициативе. В один из дней, спустя почти три недели после исчезновения Меган, в близлежащем лесу после сильных дождей был найден её труп. В состоянии опьянения Скотт приглашает Рейчел, и они проводят вместе ночь, о чём оба на утро сожалеют.
Вскрытие показало, что Меган была беременна, с помощью анализа ДНК было выяснено, что ни Скотт, ни Камаль не были отцами неродившегося ребёнка. В очередной ретроспективе Меган рассказывает Камалю о том, как она в юности пережила трагедию во время сожительства с парнем по имени Мак. Родив в домашних условиях девочку, Меган из-за проблем, в том числе в отношениях и из-за употребления марихуаны, в один из дней случайно утопила младенца, уснув вместе с ним в ванной. Смерть ребёнка оставила глубокую психологическую травму.
Скотт становится главным подозреваемым. В полиции он узнаёт, что Рейчел не была подругой Меган. Он приглашает Рейчел к себе и срывает на ней свою злость, пытаясь выяснить, что ей нужно. В гневе он начинает её душить, а потом запирает в комнате. Порывшись в сумочке Рейчел, он понимает, что та лишь играет в частного детектива и с насмешкой отпускает её.
Рейчел в шоке приезжает домой и среди ночи внезапно всё вспоминает. В вечер убийства всё было не так, как ей накануне рассказал Том. Она понимает, что и во время их совместного проживания он неоднократно внушал ей ложные воспоминания, воспитывая в ней чувство вины и неуверенности в себе. На самом деле в тот вечер это он нанёс ей рану зажатыми в кулаке ключами. Рейчел взбесила его, потому что в очередной раз в сильно пьяном виде крутилась в округе их дома и напугала Анну. Оставив Рейчел лежать под мостом, он в злости пошёл к машине и в этот момент к нему подошла Меган (а не Анна, как всё время по обрывочным воспоминаниям казалось Рейчел) и села вместе с ним в машину. Рейчел предполагает, что это Том убил Меган.
В очередном флешбэке Меган накануне исчезновения решает ради своей умершей дочки всё сделать в этот раз «по-правильному». В надежде на понимание она рассказывает Скотту о своём романе, который у неё был, но закончился. Тот, прервав её, и не успев дослушать про беременность, начинает обзывать её шлюхой, швыряет об стену и пытается душить, но останавливается. Меган решает уйти из дома и пытается дозвониться до Тома, оставляя ему угрожающие сообщения, что она обо всём сообщит Анне. Она выходит на улицу и видит, как Том идёт к машине (он только что ударил Рейчел). Он приглашает её сесть, и они отъезжают к лесу поговорить. Узнав о беременности, Том безапелляционно настаивает на аборте. Меган проклинает его и обещает ему устроить невыносимую жизнь. В гневе Том убивает Меган и хоронит её в лесу в неглубокой могиле, вырытой руками.
Рейчел приезжает к Анне, которая накануне стала догадываться о лжи со стороны Тома, когда нашла его сотовый телефон, на котором были смс-сообщения с договорённостями о встречах. Рейчел рассказывает ей о своих воспоминаниях и предлагает скорее уйти, пока не вернулся Том. Анна понимает, что звонки, которые Том преподносил как досаждающие звонки от Рейчел, на самом деле были в основном от Меган, но не может поверить в происходящее. Появляется Том. Во время выяснения отношений он признаётся в содеянном, в убийстве и изменах, обвиняя всех кроме себя. Рейчел понимает, что ей грозит смертельная опасность и пытается убежать. Том её останавливает, во время борьбы Рейчел втыкает ему в шею и проворачивает штопор. Том падает, умирая, а подошедшая Анна добивает его, прокручивая штопор. В дальнейшем Рейчел и Анна рассказали полицейским, что Рейчел убила Тома, самообороняясь.
Рейчел уезжает из города, намереваясь справиться с психологическими потрясениями и пристрастием к алкоголю.

## Экранизация
В 2016 году роман был экранизирован режиссёром Тейтом Тейлором. Права на экранизацию были приобретены в марте 2014 года кинокомпаниями DreamWorks Pictures и Marc Platt Productions, а Джаред ЛеБофф был назначен продюсером. Тейт Тейлор, снявший «Прислугу» (2011), был объявлен режиссёром в мае 2015 года, а сценаристом выступила Эрин Крессида Уилсон. В июне 2015 года британская актриса Эмили Блант вела переговоры о роли Рэйчел. Пола Хокинс заявила в июле 2015 года, что место действия фильма будет перенесено из Великобритании в США. Съёмки фильма начались в Нью-Йорке в октябре 2015 года, а вышла картина 7 октября 2016 года.